# Karel Ptáčník
Karel Ptáčník (27. srpna 1921 Břeclav – 1. května 2002 Praha ), byl český spisovatel.

## Život
Pocházel z rodiny strojního zámečníka (později strojvůdce). Reformní reálné gymnázium studoval v Břeclavi a v Hodoníně, kde maturoval v roce 1940. Po maturitě absolvoval roční kurs obchodní akademie v Brně. Od roku 1942 byl nasazen na práce v Německu, roku 1944 onemocněl tuberkulózou a podařilo se mu prodloužit propuštění z prací až do konce války.
V letech 1946-1956 pracoval v různých funkcích na Místním národním výboru v Bruntále. Poté, co vydal úspěšnou prvotinu Ročník jedenadvacet, přestěhoval se do Prahy, kde byl redaktorem časopisu Květen až do jeho zániku v roce 1959. Roku 1956 se stal tajemníkem Svazu spisovatelů.[zdroj?]
V roce 1968 (pražské jaro) se angažoval na straně „reformistů“ a v roce 1969 se stal místopředsedou Svazu českých spisovatelů, který vycházel z reformních pozic roku 1968 (předsedou byl Jaroslav Seifert, Svaz fakticky zaniknul v roce 1970). Po roce 1969 nebyla díla Karla Ptáčníka vydávána a on pracoval od roku 1972 v pojišťovně. (Ročník jedenadvacet vyšel znovu až roku 1978 a pak 1987.) Do důchodu odešel v roce 1984.

## Dílo
- Ročník jedenadvacet, 1954, úspěšný román, ve kterém líčí zde své osobní zážitky a osudy dalších českých lidí nasazených v Německu. Konec románu vyznívá nepřesvědčivě.
- Od Dunaje na dvě strany, 1956

Trilogie z Bruntálska:
- Město na hranici, 1956, líčí období 1 roku na konci války.
- Noc odchází ráno, 1963, líčí období stalinismu 1948 – 1953, vylíčena postava tajemníka, který naprosto slepě poslouchá příkazy seshora a udílí je dále. Nemohl vycházet.
- Šestapadesátý, 1967, líčí stalinismus, maďarské události, hlavními hrdiny jsou politické osobnosti – okresní tajemník strany (kariérista). Román je velmi kritický.
- Ta maličká ta je má, 1962 – dílo o dětském světě.
- Strach, 1961, novela, jedná se o pokus vylíčit pocity německého vojáka odcházejícího na frontu.
- Chlapák, 1969, deník úspěšného muže
- Dům uprostřed města, 1984
- Naše parta, 1986
- Fasáda, 1987, příběhy pětice mužů, kteří se rozhodnou v důchodovém věku odejít z města a žít na venkovské chalupě jednoho z nich
- Bibliáda aneb:Příběhy z nejstarších poněkud jinak, 1993
- Život, spisovatelé a já, 1993 vzpomínky

### Filmografie
- Podle románu Ročník jedenadvacet byl natočen stejnojmenný film (1957, režie Václav Gajer, hlavní role Luděk Munzar, koprodukce ČSR-NDR)